# DeMar DeRozan
DeMar Darnell DeRozan (ur. 7 sierpnia 1989 w Compton) – amerykański koszykarz, występujący na pozycji rzucającego obrońcy, mistrz olimpijski z Rio de Janeiro (2016), sześciokrotny uczestnik meczu gwiazd NBA, zdobywca największej ilości punktów w historii Toronto Raptors, obecnie zawodnik Sacramento Kings.
Uczęszczał do miejscowej szkoły średniej Compton, gdzie występował w szkolnej drużynie koszykówki. W każdym sezonie zdobywał ponad 20 punktów oraz miał ponad 7 zbiórek na każdy mecz, przez co w 2008 brał udział w meczu McDonald’s All-American Game i wygrał konkurs wsadów odbywający się podczas tegoż meczu. Wystąpił też w meczu wschodzących gwiazd – Nike Hoop Summit. Po ukończeniu szkoły wybrał się na uniwersytet Południowej Kalifornii, gdzie w debiutanckim meczu zdobył 14 punktów. W 2009 jego drużyna zdobyła mistrzostwo konferencji Pac-10, a DeRozan został wybrany jej najbardziej wartościowym zawodnikiem oraz dostał nagrodę najlepszego debiutanta. Wszystkie 35 meczów Trojans rozpoczął w pierwszej piątce, mając przy tym cztery double-double. 8 kwietnia 2009 zgłosił się do draftu do NBA, w którym to został wybrany przez Toronto Raptors z 9 numerem. Podczas weekendu gwiazd NBA 2010 DeRozan wziął udział w konkursie wsadów, gdzie w finale przegrał z Natem Robinsonem. Wystąpił również w 2011, ale tam nie awansował do finału, przegrywając z Blakiem Griffinem i JaValem McGee. W 2014 został wybrany po raz pierwszy do meczu gwiazd NBA. W tym samym roku wystąpił po raz pierwszy w fazie play-off, gdzie Raptors przegrali w pierwszej rundzie z Brooklyn Nets 3-4. 15 lipca 2016 podpisał przedłużenie kontraktu z Raptors, który został zawarty na pięć lat i opiewał na kwotę 139 milionów dolarów. 1 stycznia 2018 poprawił swój rekord kariery, zdobywając 52 punkty w wygranym po dogrywce meczu z Milwaukee Bucks.
18 lipca 2018 został wytransferowany do San Antonio Spurs wraz z klubowym kolegą Jakobem Pöltlem oraz chronionym wyborem I rundy draftu 2019 w zamian za Danny’ego Greena i Kawhiego Leonarda. 3 stycznia 2019 w pierwszym spotkaniu przeciwko Raptors zanotował pierwsze w karierze triple-double: 21 punktów, 14 zbiórek, 11 asyst.
11 sierpnia 2021 trafił w wyniku wymiany do Chicago Bulls. 31 grudnia 2021 i 1 stycznia 2022 oddał dwa rzuty wraz z końcową syreną, które trafił. Dokonał tego jako pierwszy zawodnik w historii NBA.
8 lipca 2024, w ramach wymiany między trzema klubami, trafił do Sacramento Kings.

## Osiągnięcia
Stan na 20 lutego 2023, na podstawie, o ile nie zaznaczono inaczej.
NCAA
- Uczestnik turnieju NCAA (2009)
- Most Outstanding Player (MOP=MVP) turnieju konferencji Pac-12 (2009)
- Zaliczony do:
  - I składu:
    - turnieju Pac-12 (2009)
    - debiutantów Pac-12 (2009)

NBA
- Uczestnik:
  - meczu gwiazd NBA (2014, 2016–2018, 2022[17], 2023[18])
  - Rising Stars Challenge (2011)
  - konkursu wsadów NBA (2010, 2011)
  - Skills Challenge (2014)
- Zaliczony do:
  - I składu letniej ligi NBA (2010)
  - II składu NBA (2018)[19]
  - III składu NBA (2017)
- Zawodnik:
  - miesiąca NBA (kwiecień 2015, styczeń 2016, styczeń 2018)
  - tygodnia NBA (14.12.2015, 14.11.2016, 19.12.2016, 16.01.2017, 26.03.2017, 20.11.2017, 25.12.2017, 8.01.2018, 5.03.2018, 13.01.2020, 06.12.2021, 03.01.2022)

Reprezentacja
- Mistrz:
  - olimpijski (2016)[20]
  - świata (2014)

## Statystyki w NBA
Stan na koniec sezonu 2023/24, na podstawie.

### Sezon regularny
| Sezon   | Drużyna     | M    | S5   | MPG  | FG%   | 3P%   | FT%   | RPG | APG | SPG | BPG | PPG  |
| ------- | ----------- | ---- | ---- | ---- | ----- | ----- | ----- | --- | --- | --- | --- | ---- |
| 2009/10 | Toronto     | 77   | 65   | 21,6 | 49,8% | 25,0% | 76,3% | 2,9 | 0,7 | 0,6 | 0,2 | 8,6  |
| 2010/11 | Toronto     | 82   | 82   | 34,8 | 46,7% | 9,6%  | 81,3% | 3,8 | 1,8 | 1,0 | 0,4 | 17,2 |
| 2011/12 | Toronto     | 63   | 63   | 35,0 | 42,2% | 26,1% | 81,0% | 3,3 | 2,0 | 0,8 | 0,3 | 16,7 |
| 2012/13 | Toronto     | 82   | 82   | 36,7 | 44,5% | 28,3% | 83,1% | 3,9 | 2,5 | 0,9 | 0,3 | 18,1 |
| 2013/14 | Toronto     | 79   | 79   | 38,2 | 42,9% | 30,5% | 82,4% | 4,3 | 4,0 | 1,1 | 0,4 | 22,7 |
| 2014/15 | Toronto     | 60   | 60   | 35,0 | 41,3% | 28,4% | 83,2% | 4,6 | 3,5 | 1,2 | 0,2 | 20,1 |
| 2015/16 | Toronto     | 78   | 78   | 35,9 | 44,6% | 33,8% | 85,0% | 4,5 | 4,0 | 1,0 | 0,3 | 23,5 |
| 2016/17 | Toronto     | 74   | 74   | 35,4 | 46,7% | 26,6% | 84,2% | 5,2 | 3,9 | 1,1 | 0,2 | 27,3 |
| 2017/18 | Toronto     | 80   | 80   | 33,9 | 45,6% | 31,0% | 82,5% | 3,9 | 5,2 | 1,1 | 0,3 | 23,0 |
| 2018/19 | San Antonio | 77   | 77   | 34,9 | 48,1% | 15,6% | 83,0% | 6,0 | 6,2 | 1,1 | 0,5 | 21,2 |
| 2019/20 | San Antonio | 68   | 68   | 34,1 | 53,1% | 25,7% | 84,5% | 5,5 | 5,6 | 1,0 | 0,3 | 22,1 |
| 2020/21 | San Antonio | 61   | 61   | 33,7 | 49,5% | 25,7% | 88,0% | 4,2 | 6,9 | 0,9 | 0,2 | 21,6 |
| 2021/22 | Chicago     | 76   | 76   | 36,1 | 50,4% | 35,2% | 87,7% | 5,2 | 4,9 | 0,9 | 0,3 | 27,9 |
| 2022/23 | Chicago     | 74   | 74   | 36,2 | 50,4% | 32,4% | 87,2% | 4,6 | 5,1 | 1,1 | 0,5 | 24,5 |
| 2023/24 | Chicago     | 79   | 79   | 37,8 | 48,0% | 33,3% | 85,3% | 4,3 | 5,3 | 1,1 | 0,6 | 24,0 |
| Razem   |             | 1110 | 1098 | 34,6 | 46,9% | 29,6% | 84,1% | 4,4 | 4,1 | 1,0 | 0,3 | 21,2 |

### Play-offy
| Sezon | Drużyna     | M  | S5 | MPG  | FG%   | 3P%   | FT%   | RPG | APG | SPG | BPG | PPG  |
| ----- | ----------- | -- | -- | ---- | ----- | ----- | ----- | --- | --- | --- | --- | ---- |
| 2014  | Toronto     | 7  | 7  | 40,3 | 38,5% | 33,3% | 89,9% | 4,1 | 3,6 | 1,1 | 0,3 | 23,9 |
| 2015  | Toronto     | 4  | 4  | 39,8 | 40,0% | 37,5% | 82,4% | 6,3 | 5,8 | 1,5 | 0,0 | 20,3 |
| 2016  | Toronto     | 20 | 20 | 37,3 | 39,4% | 15,4% | 81,3% | 4,2 | 2,7 | 1,1 | 0,2 | 20,9 |
| 2017  | Toronto     | 10 | 10 | 37,3 | 43,4% | 6,7%  | 88,8% | 4,9 | 3,4 | 1,4 | 0,0 | 22,4 |
| 2018  | Toronto     | 10 | 10 | 35,4 | 43,7% | 28,6% | 81,1% | 3,6 | 4,0 | 0,5 | 0,6 | 22,7 |
| 2019  | San Antonio | 7  | 7  | 35,9 | 48,7% | 0,0%  | 86,4% | 6,7 | 4,6 | 1,1 | 0,1 | 22,0 |
| 2022  | Chicago     | 5  | 5  | 40,6 | 41,1% | 0,0%  | 86,7% | 5,4 | 4,8 | 1,8 | 0,4 | 20,8 |
| Razem |             | 63 | 63 | 37,6 | 41,8% | 21,4% | 85,2% | 4,7 | 3,7 | 1,1 | 0,2 | 21,8 |